# Bankrøveri
Et bankrøveri er et røveri fra en bank mens de ansatte og typisk også kunderne bliver udsat for vold eller trusler om vold.
Ifølge Federal Bureau of Investigations Uniform Crime Reporting Program er et røveri "handlingen eller forsøget på at tage noget af værdi fra pleje, forvaring eller kontrol af en eller flere personer med magt eller trusler om magtanvendelse eller vold og/eller ved at indgyde frygt i offeret." Til forskel fra et indbrud, der er defineret som "ulovlig indtrængen i en struktur for at grov forbrydelse for tyveri." Bankrøverier bliver derfor defineret ved at gå ind i en bank, når den er åben eller ved at få fat i penge eller andre værdiggenstande i bankes forvaring ved at bruge magt eller true med at bruge magt. At bryde ind i en bank, der er lukket, kaldes et indbrud.

## Beskrivelse
Bankrøverier foregår oftest i byer. Dette forklares blandt andet ved, at større byer ofte har flere filialer, men antallet af bankrøverier er er upropotionalt i forhold til antallet af filialer. I Canada har syv byer 30% af alle filialer, men 66% af bankrøverierne. I Storbritannien ligger 10% af alle landets bankfilialer i London, men 39% af bankrøverierne foregår her.
Et studie udført af Home Office konkluderede, at en tredjedel af de banker i England, hvor der var foregået et bankrøveri, ville blive udsat for endnu et bankrøveri inden for tre måneder. I det samme studie fremgik det, at en fjerdel af bankerne i Tallahasse i Florida ville blive udsat for et røveri igen indenfor en uge og over halvdelen af bankerne ville blive røvet igen inden for en måned.
Ifølge Sourcebook of Criminal Justice Statistics sker der skader i omkring to procent af tilfældene og ved færre end én procent af bankrøverier sker der dødsfald ved bankrøverier i USA.
Voldelige bankrøverier, hvor der tages gidsler bliver ofte portrætteret i forskellige medier som film, men i virkeligheden er de sjældne. Størstedelen af bankrøverier i dag foregår som såkaldte "note-jobs", hvor bankrøveren afleverer en seddel med besked om, at vedkommende vil have pengene. Ideen med denne fremgangsmåde er at tiltrække så lidt opmærksomhed som muligt. I de fleste af den slags tilfælde vil andre kunder ved et sådan røveri ikke være opmærksomme på at et bankrøveri er i gang. Røveren formår typisk at komme afsted med kontanter, men normalt i relativt små mængder. Ifølge British Bankers' Associations data var der 106 forsøg (både succesfulde og usuccesfulde) på bankrøverier i Storbritannien i 2007, hvor der gennemsnitligt var involveret 1,6 personer. En tredjedel af disse forsøg endte uden udbytte, mens det gennemsnitlige udbytte ved et vellykket bankrøveri var omkring 315.000 kr. I 20% af de vellykkede tilfælde blev røverne anholdt.
For at forhindre bankrøverier har man overvågning, alarmer, bestemte tidsrum hvor pengeskabe kan åbnes eller forsinkelser på samme, så potentielle røvere bliver tvunget til at vente for at få pengene udleveret. Man bruger også farvepatroner blandt pengesedlerne, som vil ødelægge pengene når de sprænger. Nogle banker har også bevæbnede vagter.

## Bankrøverier i Danmark
Det første bankrøveri i Danmark foregik d. 18. august 1913 mod Sparekassen for Kjøbenhavn og Omegn på Østerbro i København. Det blev udført af den danske sælger Lindorff Larsen og den tyske maskinarbejder Güttig, der var bevæbnede med revolvere; de slap afsted med 9.000 DKK. Güttig blev anholdt d. 30. august. Lindorff Larsen begik selvmord efter at være flygtet fra politiet.
I 2002 var der 222 bankrøverier i Danmark. Det er det næsthøjeste, siden man begyndte at tælle i 1970. Den 21. juni 2002 blev begået et særdeles brutalt bankrøveri i Ålsgårde der kostede en 41-årig mand livet. Penge er i mellemtiden ændret delvist fra fysiske kontanter til digitale. I årene 2022 til 2024 skete der ikke bankrøveri i Danmark, i modsætning til den stigende cyberkriminalitet.